# D.C.: Da Capo
D.C.: Da Capo (яп. D.C. 〜ダ・カーポ〜 Да ка:по, скор. D.C., букв. «З початку») — японська еротична гра-візуальна новела, розроблена компанією і випущена 28 червня 2002 для персональних комп'ютерів спочатку на CD, а 26 липня того ж року — на DVD. У вересні 2003 року у продаж вийшла об'єднана версія, яка містить CD- і DVD-ігри.
Da Capo з'явилася на світ як серія коротких сюжетів, що поставлялися разом з доповненим виданням гри Suika — Archimedes no Wasuremono, але з тих пір була значно доповнена різними персонажами і зазнала безліч інших змін у різних версіях для PC і PlayStation 2. Дія відбувається у сучасній Японії на вигаданому острові Хацунедзіма (初 音 島), де постійно цвіте сакура. Суть ігрового процесу Da Capo — зав'язування романтичних відносин з одним із шести жіночих персонажів. Самі розробники визначили жанр як «шкільна романтична адвенча» (こそばゆい学園恋愛アドベンチャー кособаюі гакуен ренай адобентя:). У травні 2006 року був випущений сіквел до гри Da Capo II, дія якого розвивається через п'ятдесят три роки після подій оригінальної версії.
За мотивами гри було випущено велику кількість творів: дві серії манґи, що публікувалися у 2003—2006 роках у журналі Comptiq Kadokawa Shoten, два аніме — серіалу по 26 серій від різних анімаційних студій (2003—2005), дві радіопередачі, п'ять романів, чотири drama CD і один OVA — серіал.

## Версії
Гра була портована на PlayStation 2 — ця версія, під назвою Da Capo: The Origin (〜ダ・カーポ〜 ジ オリジン〜), вийшла 14 лютого 2008. Та ж гра із збільшеною кількістю персонажів і сюжетних ліній, але вирізаними еротичними сценами, вийшла на PlayStation 2 30 жовтня 2003 під назвою Da Capo: Plus Situation (〜ダ・カーポ プラスシチュエーション〜). «Найкраща» версія — DCPS — з'явилася у продажі 14 липня 2005 року. 28 травня 2004 Circus також випустила обмежений тираж DCPS з еротичними сценами — Da Capo: Plus Communication (〜ダ・カーポ〜 プラスコミュニケーション) для персональних комп'ютерів, а 4 червня 2004 послідувало звичайне видання. DC: Da Capo була у черговий раз перевидана 16 грудня 2005 як «gratitude pack» («пакет подяки»), і 29 червня 2007 для Windows Vista.
Існує також версія гри для жіночої аудиторії — Da Capo: Girls Symphony (〜ダ・カーポ〜 ガールズ シンフォニー)

## Персонажі
- Дзюніті Асакура (朝倉 純一 Asakura Junichi) — головний герой Da Capo, учень старших класів в Академії Кадзі, управління яким приймає гравець. Дзюніті досить ледачий, зазвичай отримує погані оцінки у школі, буркотливий і часто скаржиться на оточуючих, але не залишає у біді друзів. Він володіє магічними здібностями: може з власних калорій створювати вагасі (японські солодощі). Як і інші персонажі, що знаходяться під впливом нев'янучого дерева сакури, Дзюніті володіє магічним талантом бачити сни інших людей. Також з'являється у  Da Capo II. В оригінальній версії гри гравець може вибрати герою ім'я. Не озвучений ні у яких варіантах Da Capo, крім DVD-версії з вирізаними еротичними сценами.

Роль озвучує Дзюн Фукуяма (drama CD), Маміко Ното (Дзюніті у дитинстві, drama CD), Юкі Тай (аніме), Реко Такагі (Дзюніті у дитинстві, аніме)
- Нему Асакура (朝 倉 音 夢 Asakura Nemu) — учениця Академії Кадзі, згодом вступає до школи для медсестер. Зведена сестра Дзюніті, потай у нього закохана і має сильне почуття ревнощів, коли інші дівчата виявляють по відношенню до героя симпатію.[6] Як прикрасу носить дзвіночок, у дитинстві подарований їй Дзюніті. У поганому настрої перетворюється на антисоціальну і надзвичайно ввічливу «таємну Нему» (裏 音 夢 ура Нему), за висловом Дзюніті. Дуже погано готує, за що отримала інше прізвисько — «шеф-кухар-вбивця» (殺人 シ ェ フ сацудзін сефу). Кінцівка гри з цим персонажем вважається канонічною і саме цей сюжет триває у Second Season і Da Capo II. Отоме і Юмі з D.C. II — онучки Нему і Дзюніті.

Роль озвучує Канон Торіі (PC), Сакура Ногава (аніме), Ото Агумі (Circusland I/D.C.P.K)
- Сакура Йосіно (芳 乃 さ く ら Yoshino Sakura) — далека родичка і перше кохання Дзюніті. Також з'являється у Da Capo II. Жива і енергійна дівчина маленького зросту, у дитинстві виїхала з батьками до США. Повертається на початку гри Da Capo і переводиться в Академію Кадзі. Іноді ходить разом з котом на прізвисько Утамару (う た ま る). Будучи на два роки старшою головного героя, звертається до нього оніі-тян (お 兄 ち ゃ ん, «старший брат»), пояснюючи це надією на те, що Дзюніті буде вести себе відповідно і стане захищати Сакуру. Незважаючи на гучні визнання у любові до японської культури, насправді мало знає про справжніх японцях і мислить стереотипами, як іноземець. IQ Сакури дорівнює 180, але по-японські вона пише з помилками. Успадкувала бабусині магічні здібності.

Роль озвучує Мінамі Хокуто (PC), Юкарі Тамура (аніме/P.S.)
- Которі Сіракава (白河 こ と り Shirakawa Kotori) — найпопулярніша учениця Академії Кадзі,[6] шкільний «ідол». Потрапивши під вплив магічної сакури, Которі здобула здатність читати думки, але ретельно приховує цей талант. Молодша сестра Койомі Сіракави (白河 暦 Shirakawa Koyomi, озвучує Комугі Нісіда у PC-версії, Наоко Мацуї в аніме), класного керівника Дзюніті. Займається співом, організувала любительську групу разом з подругами Канако Саекі (佐伯 加奈 子 Saeki Kanako) і Томоко Морікава (森川 智子 Morikawa Tomoko). Стає подругою головного героя, бо Дзюніті — єдиний хлопчик у школі, який не ідеалізує її. У першому сезоні аніме є його однокласницею. У грі згадується, що яка була удочерена родиною Сіракава і є родичкою Саяки з гри Suika. Наприкінці D.C.I.F. (Da Capo Innocent Finale) виходить заміж за Дзюніті.

Роль озвучує Юра Хіната (PC), Юі Хоріе (аніме/PS)
- Мако Мідзукосі (水 越 眞 子 Mizukoshi Mako) — однокласниця Дзюніті і подруга Нему. Дочка директора місцевої лікарні. Легко дратується і часто лає головного героя, а також свариться з його найкращим другом Сугінамі (杉 並, озвучує Сін Адзума у PC-версії, Дайсуке Кісіо в аніме), ексцентричним відмінником. Зміни проводить на даху, обідаючи гарячими стравами зі своєю сестрою Мое. Гарна і старанна учениця, грає на флейті.[6] Мако популярна серед дівчаток.

Роль озвучує Мінамі Нагасакі (PC), Юкі Мацуока (аніме/PS)
- Мое Мідзукосі (水 越 萌 Mizukoshi Moe) — старша сестра Мако, добра, але розсіяна дівчинка. Грає на ксилофоні, але робить багато помилок, незважаючи на постійні тренування. Разом з сестрою обідає на шкільному даху гарячими стравами, знає величезну кількість різних рецептів та історію японської кухні. Розмовляє повільно і дуже ввічливо. Вміє спати на ходу і може заснути у будь-який час, у тому числі, під час іспиту, тому що приймає під виглядом вітамінів снодійне[6] у надії побачити уві сні померлого друга — хлопчика, який загинув під колесами автомобіля задовго до початку гри, перебігаючи через дорогу разом з Мое.

Роль озвучує Хімаварі Нацуно (PC), Юі Іцукі (аніме/PS)
- Міхару Амакасе (天 枷 美 春 Amakase Miharu)

Роль озвучує Хійорі Харуно (PC/WS), Руміко Саса (після ЦСДП), Акемі Канда (аніме/PS)
- Місакі' (Йоріко) 'Сагісава (鷺 澤 美 咲 (頼 子) Сагісава Місакі (Йоріко)

Роль озвучує Дзюнко Кусаянагі (PC), Мію Мацукі (аніме/P.S.)